# Anita Moen
Anita Moen (* 31. August 1967 in Elverum) ist eine ehemalige norwegische Skilangläuferin.
In ihrer Laufbahn konnte sie zahlreiche Medaillen bei Weltmeisterschaften und Olympischen Spielen erringen. Bei Olympischen Spielen gewann sie drei Mal die Silbermedaille mit der norwegischen 4-mal-5-Kilometer-Staffel und holte Bronze im Sprint über 1,5 Kilometer und über 15 Kilometer im klassischen Stil. Olympiasiegerin wurde sie hingegen nie.
Ihr bestes Einzelergebnis bei den Weltmeisterschaften war 1997 der 5. Platz beim 30-Kilometer-Lauf.

## Erfolge

### Norwegische Meisterschaften
- 1990: Silber mit der Staffel
- 1992: Silber mit der Staffel
- 1993: Gold über 10 km, Gold über 15 km, Gold über 30 km, Silber mit der Staffel
- 1994: Gold über 30 km
- 1995: Gold über 10 km, Gold mit der Staffel, Silber über 5 km
- 1996: Gold über 5 km, Gold über 10 km, Silber über 30 km
- 1997: Gold über 5 km, Silber über 10 km
- 1998: Gold über 30 km, Bronze über 10 km
- 1999: Silber über 5 km, Bronze über 10 km, Bronze über 15 km
- 2000: Gold über 30 km, Gold im Sprint, Silber über 15 km
- 2001: Gold über 10 km, Silber über 5 km
- 2002: Gold über 15 km, Silber über 10 km, Bronze über 5 km
- 2003: Bronze über 5 km

### Weltcupsiege im Einzel
| Nr. | Datum             | Ort         | Disziplin            |
| --- | ----------------- | ----------- | -------------------- |
| 1.  | 10. Dezember 1998 | Mailand     | Sprint Freistil      |
| 2.  | 29. Dezember 2001 | Salzburg    | Sprint Freistil      |
| 3.  | 23. März 2002     | Lillehammer | 58 km klassisch Mst. |

### Siege bei Continental-Cup-Rennen
| Nr. | Datum             | Ort         | Disziplin       | Serie           |
| --- | ----------------- | ----------- | --------------- | --------------- |
| 1.  | 16. November 1996 | Beitostølen | 10 km klassisch | Continental Cup |

### Siege bei Skimarathon-Rennen
- 1998 Birkebeinerrennet, 54 km klassisch
- 1999 Birkebeinerrennet, 54 km klassisch
- 2000 Birkebeinerrennet, 54 km klassisch
- 2001 Birkebeinerrennet, 54 km klassisch
- 2001 Tjejvasan, 30 km klassisch

### Weltcup-Gesamtplatzierungen
| Saison    | Gesamt | Gesamt | Langdistanz | Langdistanz | Sprint | Sprint |
| Saison    | Punkte | Platz  | Punkte      | Platz       | Punkte | Platz  |
| --------- | ------ | ------ | ----------- | ----------- | ------ | ------ |
| 1986/87   | 3      | 49.    | –           | –           | –      | -      |
| 1987/88   | 4      | 45.    | –           | –           | –      | -      |
| 1991/92   | 1      | 47.    | –           | –           | –      | -      |
| 1992/93   | 259    | 10.    | –           | –           | –      | -      |
| 1993/94   | 223    | 13.    | –           | –           | –      | -      |
| 1994/95   | 295    | 9.     | –           | –           | –      | -      |
| 1995/96   | 330    | 10.    | –           | –           | –      | -      |
| 1996/97   | 265    | 11.    | 79          | 12.         | 117    | 11.    |
| 1997/98   | 462    | 4.     | 126         | 7.          | 336    | 4.     |
| 1998/99   | 170    | 20.    | –           | –           | 235    | 10.    |
| 1999/2000 | 665    | 9.     | 140 225     | 10. 10. 1   | 300    | 2.     |
| 2000/01   | 230    | 17.    | –           | –           | 256    | 4.     |
| 2001/02   | 440    | 9.     | –           | –           | 307    | 2.     |
| 2002/03   | 398    | 10.    | –           | –           | 263    | 5.     |

## Privatleben
Anita Moen war mit Giachem Guidon verheiratet.
Anita Moen, langjährige Spitzenläuferin, ebenfalls mit Marit Bjørgen in der Nationalmannschaft, ist Nationaltrainerin der chinesischen Skilangläufern.